# Notre-Dame-des-Anges
Notre-Dame-des-Anges è un comune del Canada, situato nella provincia del Québec, nella regione di Capitale-Nationale.